# Lipovăț
Lipovăț est une commune du județ de Vaslui en Roumanie.